# Pumwani
Pumwani är en del av en befolkad plats i Kenya.   Den ligger i länet Nairobi, i den sydvästra delen av landet, i huvudstaden Nairobi. Pumwani ligger 1 645 meter över havet och antalet invånare är 29 616.
Terrängen runt Pumwani är lite kuperad, och sluttar österut. Runt Pumwani är det ganska tätbefolkat, med 166 invånare per kvadratkilometer. Närmaste större samhälle är Nairobi, 3,7 km väster om Pumwani. Runt Pumwani är det i huvudsak tätbebyggt.